# Bythitidae
Bythitidae — родина костистих риб ряду Ошибнеподібні (Ophidiiformes). Поширені у тропічних та субтропічних морях по всьому світі. Описано кілька прісноводних видів. Це дрібні рибки 5-10 см завдовжки, що мешкають у поверхневих водах та навколо коралових рифів. Представники родини є живородними.

## Роди
Родина містить 30 родів та понад 200 видів у двох підродинах.
- Brosmophycinae
  - Alionematichthys
  - Beaglichthys
  - Bidenichthys
  - Brosmodorsalis
  - Brosmolus
  - Brosmophyciops
  - Brosmophycis
  - Brotulinella
  - Dactylosurculus
  - Dermatopsis
  - Dermatopsoides
  - Diancistrus
  - Didymothallus
  - Dinematichthys
  - Dipulus
  - Eusurculus
  - Fiordichthys
  - Gunterichthys
  - Lapitaichthys
  - Lucifuga
  - Majungaichthys
  - Mascarenichthys
  - Melodichthys
  - Monothrix
  - Ogilbia
  - Paradiancistrus
  - Porocephalichthys
  - Typhliasina
  - Ungusurculus
  - Zephyrichthys
- Bythitinae
  - Acarobythites
  - Anacanthobythites
  - Bellottia
  - Bythites
  - Calamopteryx
  - Cataetyx
  - Diplacanthopoma
  - Ematops
  - Grammonus
  - Hastatobythites
  - Hephthocara
  - Microbrotula
  - Nielsenichthys
  - Ogilbichthys
  - Parasaccogaster[2]
  - Pseudogilbia
  - Pseudonus
  - Saccogaster
  - Stygnobrotula
  - Thalassobathia
  - Thermichthys
- Incertae sedis
  - Timorichthys
  - Tuamotuichthys